# Sericanthe testui
Sericanthe testui är en måreväxtart som först beskrevs av Nicolas Hallé, och fick sitt nu gällande namn av Elmar Robbrecht. Sericanthe testui ingår i släktet Sericanthe och familjen måreväxter.

## Underarter
Arten delas in i följande underarter:
- S. t. pseudosalacina
- S. t. testui